# Trechus bowlingi
Trechus bowlingi är en skalbaggsart som beskrevs av Barr. Trechus bowlingi ingår i släktet Trechus och familjen jordlöpare. Inga underarter finns listade i Catalogue of Life.